# 日本大学国際関係学部・大学院国際関係研究科

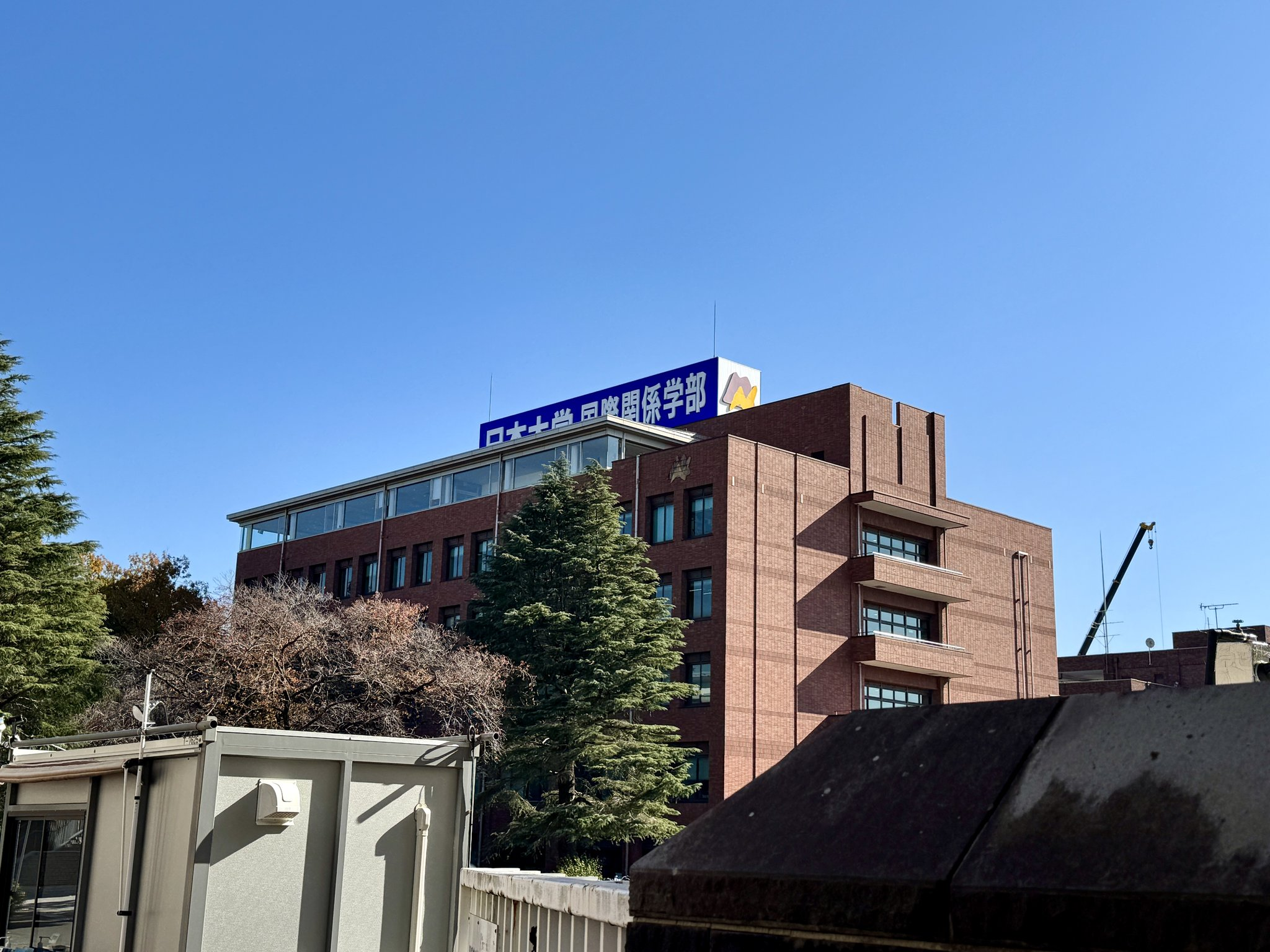
15号館（2024年12月現在）

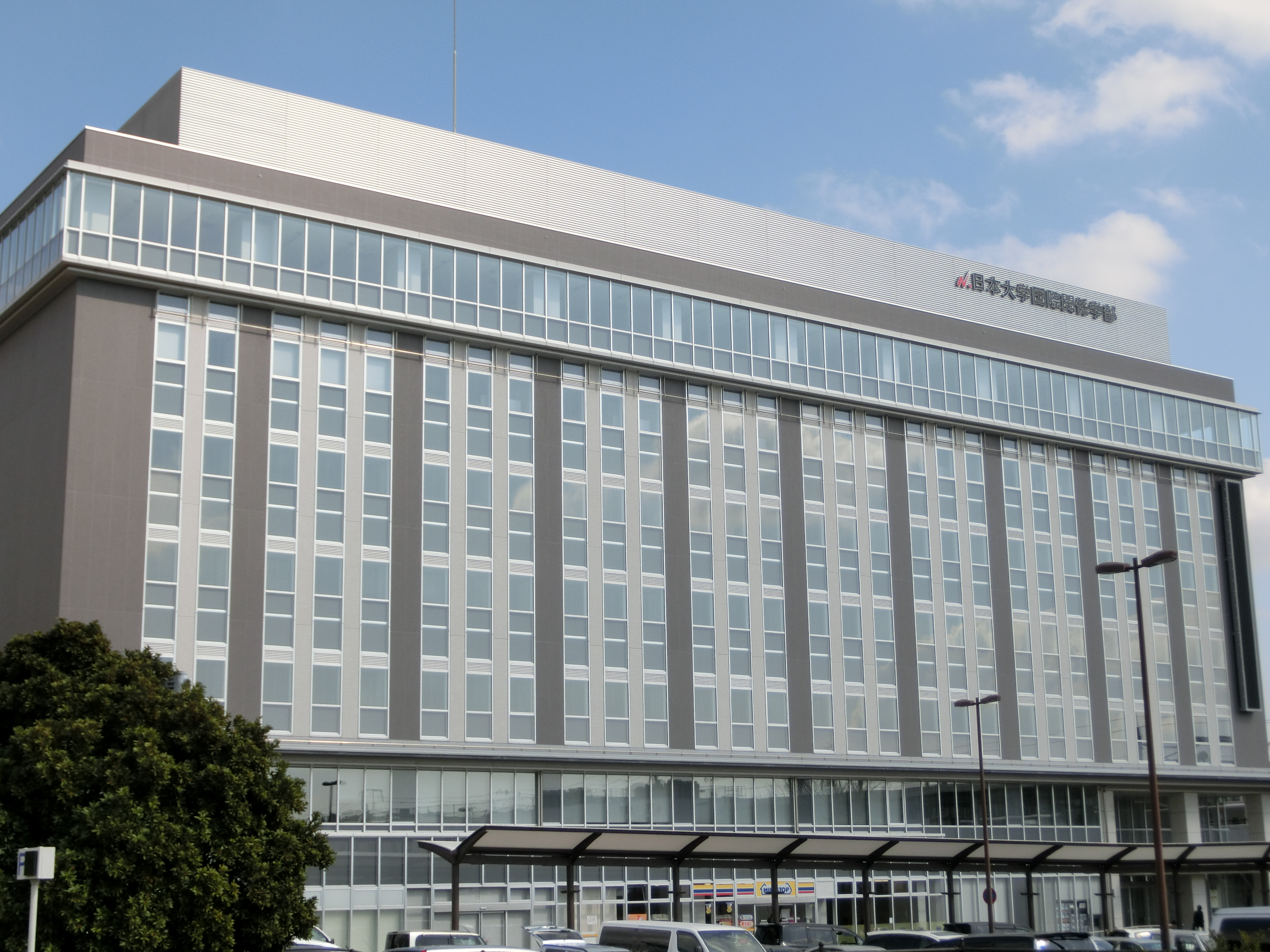
三島駅北口校舎

日本大学国際関係学部（にほんだいがくこくさいかんけいがくぶ、英語: College of International Relations）は、日本大学三島予科を前身とする日本大学の学部。日本大学大学院国際関係研究科（こくさいかんけいけんきゅうか）は、日本大学大学院の研究科。略称は日大国際。所在地は静岡県三島市に位置する日本大学三島キャンパス。

## 沿革
- 1946年（昭和21年）
  - 5月 終戦に伴い不要となった野戦重砲兵第3連隊の南側の兵舎を借用。
  - 6月15日 旧制大学予科（文科および理科甲類の一部のみ）を三島校舎に開設（三島予科）。
- 1949年（昭和24年）4月 新学制発足に伴い、三島予科が三島教養部となる。
- 1958年（昭和33年）4月 三島教養部が文理学部三島校舎となる。
- 1963年（昭和38年）4月 三島生活科学研究所設置（現・国際関係学部生活科学研究所）。
- 1979年（昭和54年）
  - 4月 国際関係学部開設。国際関係学科、国際文化学科を置く。
  - 10月 国際関係学部図書館が国連寄託図書館に指定。
- 1980年（昭和55年）7月 国際関係学部国際関係研究所設置。
- 1983年（昭和58年）4月 日本大学大学院に国際関係研究科を設置。修士課程のみ。
- 1985年（昭和60年）
  - 11月 国際関係学部図書館がEC資料センターに認可。
  - 12月 国際関係学部国際関係学科、国際文化学科を定員変更（平成4年までの期間を付した臨時定員変更。
- 1988年（昭和63年）3月 文理学部三島校舎廃止。
- 1992年（平成4年
  - 4月 国際関係学部国際関係学科、国際文化学科を定員変更（1999年度まで）。
- 1996年（平成08年）4月 大学院国際関係研究科に博士後期課程を設置。
- 1999年（平成11年）4月 国際関係学部に国際交流学科、国際ビジネス情報学科を増設。
- 2009年（平成21年） 国際関係学部創設30周年。30周年記念コンセプトフレーズを学生の中から募集し、「ここは小さな地球 ここから見えるは確かな未来」に決定した[1]。
- 2011年（平成23年） 国際関係学部の国際関係学科と国際ビジネス情報学科を国際総合政策学科、国際文化学科と国際交流学科を国際教養学科に改組。
- 2012年（平成24年）3月 三島駅北口校舎完成[2]。
- 2016年（平成28年）6月 総合体育館（桜アリーナ）完成[3]。

## 教育

### 国際関係学部
- 国際総合政策学科
  - 国際関係コース（旧国際関係学科）
  - 国際ビジネスコース（旧国際ビジネス情報学科）

- 国際教養学科
  - 国際文化コース（旧国際文化学科）
  - 国際コミュニケーションコース（旧国際交流学科）

- 各学科共通
  - グローバルスタディーコース
  - グローバル観光コース

### 国際関係研究科
- 国際関係研究専攻 - 研究部門として「国際関係」と「国際文化」を設置する。
  - 博士前期課程
  - 博士後期課程

### 留学制度
- 以下による国際留学が可能である[4]。
  - 派遣交換留学
  - ジョイント・ディグリー・プログラム
  - 学部主催中期留学
  - 認定留学
  - 留学準備プログラム[注釈 2]
- 海外学術交流提携校
  - 国際関係学部は、海外の大学と学生・教員の交流において、学術交流提携を行っている。また、米国に本部を置くISEP（International Student Exchange Program）の会員校であり、同組織に加盟している学校への留学が可能である。国際教育センター（CIELD）は本学研究事務課と協力し、提携推進業務の海外窓口としての役割を果たしている[5]。

## 所在地
三島キャンパス
- 本校舎
  - 静岡県三島市文教町2-31-145
- 三島駅北口校舎
  - 静岡県三島市文教町1-9-18

交通アクセス
- - 本校舎 - JR東海東海道新幹線・東海道本線、伊豆箱根鉄道駿豆線三島駅から徒歩15分
  - 三島駅北口校舎 - 三島駅西口から徒歩30秒

## 富桜祭
毎年11月の上旬に学園祭である富桜祭を行っている。

## 日本大学国際関係学部・大学院国際関係研究科に関係する人物

### 教職員
注記がない限り、教授。
- 淺川道夫 - 歴史学者、軍事史学会理事
- 石田勝之 - 元内閣府副大臣、元衆議院議員
- 井上健 - 比較文学者
- 黒川祐次 - 元駐コートジボワール特命全権大使
- 小池政就 - 元衆議院議員（准教授）
- 佐藤三武朗 - 前国際関係学部長、比較文学者
- 鈴木哲 - 歴史学者
- 西田司教授 - コミュニケーション論研究者
- 法專充男 - 経済学者
- 渡邊武一郎 - 文化人類学者
- 青木一能 - 政治学者、日本大学名誉教授
- 秋山孝允 - 国際経済学者
- 石川嘉延 - 前静岡県知事（客員教授）
- 石渡利康 - 国際法学者、翻訳家、日本大学名誉教授
- 猪口邦子 - 参議院議員、元内閣府特命担当大臣
- 岩城之徳 - 日本文学研究者
- 宇佐美滋 - 国際関係論研究者
- 大泉光一 - 国際関係論研究者
- 栗田靖 - 俳人、俳句研究者（助教授）
- 西鋭夫 - 教育学者、スタンフォード大学フーヴァー戦争・革命・平和研究所一般研究員
- 長谷川つとむ - 作家、ドイツ文学研究者
- 原田眞人 - 映画評論家、映画監督
- 藤澤全 - 日本文学研究者
- 松田浩平 - 実験心理学者（非常勤講師）
- 松永泰行 - 政治学者（助教授）
- 松本佐保 - 国際政治学者（教授）
- 水野和夫 - 元内閣官房、元内閣審議官
- 山田竜作 - 政治学者

### 出身者
- 有田直矢 - サーチナ取締役
- 寺本幸代 - アニメーション演出家、アニメーション監督
- 天野ひろゆき - 俳優、声優、司会者、映画監督、映画評論家
- 本多小百合 - セント・フォース所属フリーアナウンサー
- 阿部みさと - 女優、タレント
- 松井淳 - 元プロ野球選手
- 麻生知史 - 元プロ野球選手
- 清水貴之 - 元プロ野球選手
- ギタウ・ダニエル - 陸上競技選手
- 吉川赳 - 衆議院議員
- 杉田健 - プロ野球選手
- 菊池モアナ - 社会起業家